# Grâce royale
La grâce royale est une des prérogatives historiques d'un roi par laquelle il peut accorder la grâce aux personnes condamnées en annulant des peines de mort, réduisant ou modifiant les condamnations ou encore en accordant un délai d'épreuve. 

## Au Canada
Il existe une prérogative royale de clémence en droit pénal canadien. Elle s'exerce par le roi ou le gouverneur général sur recommandation du conseil des ministres. Pendant les années 1960, elle était souvent utilisée pour commuer les peines de mort qui résultaient des condamnations pour meurtre. De nos jours, il existe des directives ministérielles à la Commission des libérations conditionnelles du Canada pour orienter l'exercice du pouvoir de clémence. Il s'agit d'une procédure exceptionnelle qui est rarement appliquée  à l'époque actuelle.

## En Belgique
En Belgique, le recours doit être introduit le plus rapidement possible au moyen d'une lettre qui sera adressée à « Sa Majesté le Roi » et dans laquelle le condamné expose les raisons de sa demande. Il est souhaitable de faire parvenir une copie de ce recours au Procureur du Roi.
L'exécution de certaines peines peut être suspendue en attendant qu'il soit statué sur le recours - à condition qu'il ait été introduit dans un certain délai. La décision est prise par le Roi, sur proposition du Ministre compétent, qui aura recueilli auparavant l'avis des autorités compétentes. La grâce royale a servi jusqu'en 1996 à commuer les condamnations à mort en emprisonnement (voir peine de mort en Belgique).

### La clémence royale et collectiveen Belgique
- 22 mars 1858 : accouchement royal de Mdme la Comtesse de Brabant [sic], remise des peines par arrêté royal[4][source insuffisante].
- 4 février 1875 : mariage de SAR la Princesse Louise, remise des peines par arrêté royal[5].
- 22 août 1878 : XXVe anniversaire du Mariage du Roi et de la Reine, remise des peines par arrêté royal[5].
- 16 aout 1880 : jubilé national, remise des peines par arrêté royal[6].
- 2 mai 1881 : mariage SAR le princesse Stéphanie, remise des peines. Arrêté royal[6].
- 7 avril 1885 : anniversaire du Roi, remise des peines militaires, arrêté royal[7].
- 21 juillet 1890 : XXVe anniversaire du règne de Léopold II, Remise de peines, arrêté royal[8].
- 1er octobre 1900 : mariage du Prince Albert, remise des peines, arrêté royal[9].
- 23 décembre 1909 : accession au Trône du Roi Albert Ier, arrêté royal[9].
- 26 novembre 1925 : XXVe anniversaire du mariage royal, arrêté royal[10].
- 8 novembre 1926 : mariage du Prince Léopold, arrêté royal[10].
- 19 juillet 1930 : Fêtes du Centenaire de l'Indépendance, arrêté royal[10].
- 26 septembre 1930 : Fêtes du Centenaire, aux colonies du Royaume, arrêté royal[10].
- 23 février 1934 : accession au trône du roi Léopold III, arrêté royal[11].